# James Irwin

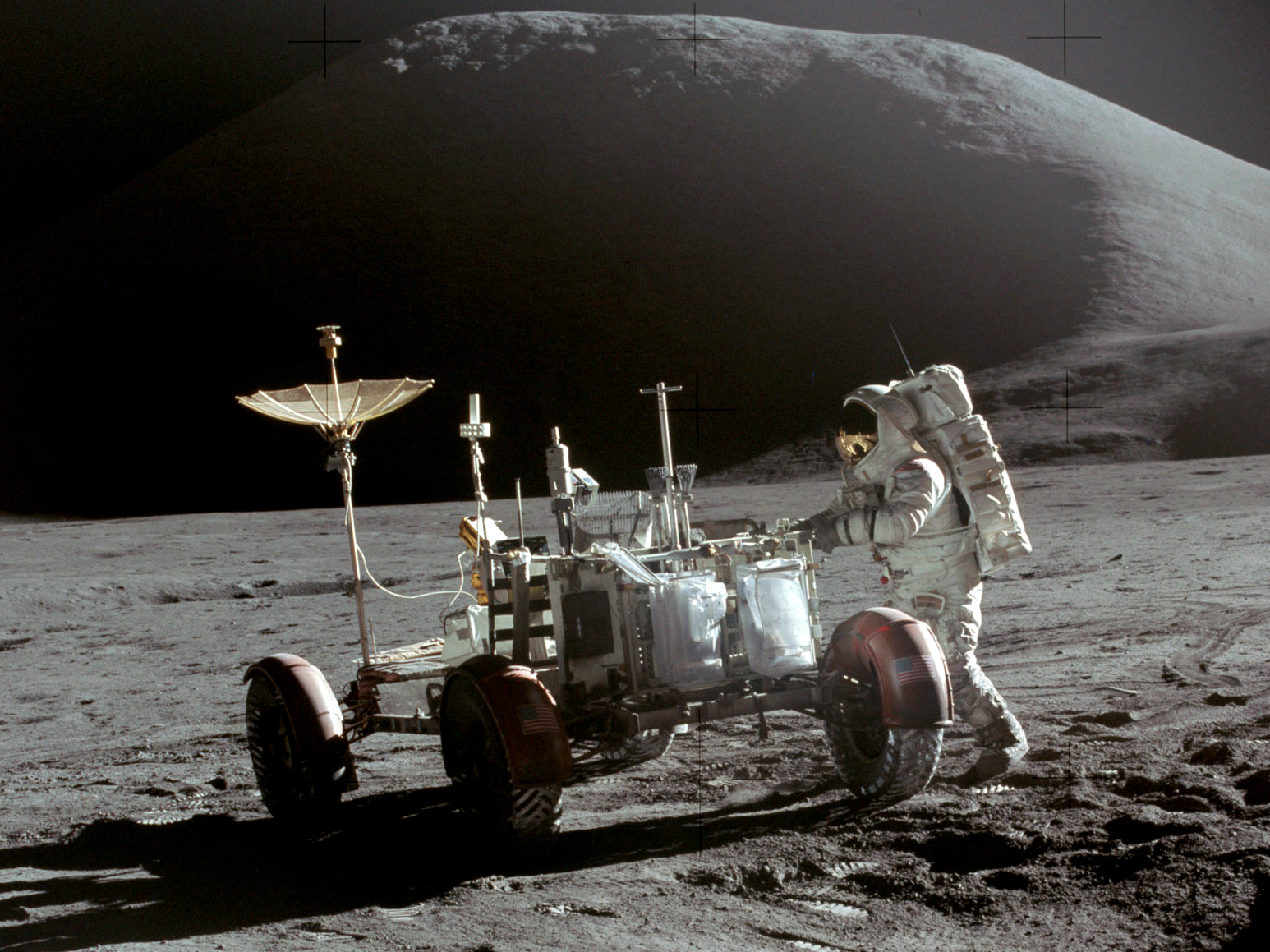
Jim Irwin, LRV, Apollo-15-Mission

James Benson Irwin (Pittsburgh, 17 marzo 1930 – Glenwood Springs, 8 agosto 1991) è stato un astronauta statunitense, pilota del modulo lunare della missione Apollo 15.

## Istruzione
James Irwin fu ufficiale (maggiore) dell'US Air Force e come tale pilota per voli esperimentali. Nel 1951 si laureò quale Bachelor of Science presso la US Naval Academy e nel 1957 divenne Master of Science nel campo di ingegneria aeronautica (Aeronautical Engineering) ed ingegneria strumentale (instrumentation Engineering) presso la Università del Michigan.
Non venne scelto dalla NASA e solo nel 1963 venne scelto come Military Astronaut della 4. categoria. Fu comunque l'ottavo uomo a porre il suo piede sulla Luna nell'ambito della missione di Apollo 15 che si svolse dal 26 luglio al 7 agosto 1971.
Il 31 luglio 1972 lasciò la NASA. Influenzato dal suo viaggio sulla Luna, divenne predicatore e ricercatore biblico. Irwin fece diversi viaggi in Turchia, in particolar modo sul monte Ararat per cercare l'arca di Noè. Nel libro More Than Earthlings, Irwin espresse la sua posizione che il racconto della creazione contenuto nel Libro della Genesi è storico e va preso alla lettera.
L'8 agosto 1991 Irwin decedette in seguito ad un infarto. Irwin è stato sepolto nel Cimitero nazionale di Arlington, Virginia.
Massone, fu membro della Tejon Lodge No. 104, di Colorado Springs, Colorado.